# Ponte di Campofranco

Il ponte di Campofranco prima del crollo

Il ponte di Campofranco, conosciuto anche come ponte romano o ponte del fiume Salso, era un ponte sul fiume Gallo d'Oro, situato 2 km a sud di Campofranco, di cui rimangono solo alcuni ruderi.

## Storia
Fu costruito nel 1582 su preesistenze medievali, ma l'origine del ponte potrebbe risalire all'epoca romana. Nelle vicinanze infatti sono state rinvenute tracce di costruzioni romane, tra cui una stazione di passaggio con case, magazzini e stalle; questo ha avvalorato l'ipotesi secondo la quale il ponte facesse parte dell'itinerario di Antonino Augusto, e che più precisamente si trovasse lungo la viam publicam qua itur Racalmuti Mulocean, tra Sutera e Milocca. Ad ogni modo nel corso dei secoli il ponte fu più volte ricostruito.
Nel XVII secolo rappresentava la principale via di comunicazione tra il feudo Milocca e il territorio circostante. Nel 1732 un'alluvione ne causò il crollo, a seguito del quale la Deputazione del Regno di Sicilia affidò l'incarico di costruirne uno nuovo; furono utilizzati grossi conci romani per le arcate laterali, e fu modificata la campata centrale per renderlo carrabile. Nel 1815 fu restaurato per volere di Antonino Lucchesi Palli, principe di Campofranco.
Finché rimase percorribile, continuò a essere usato come via di comunicazione tra Milena e Campofranco. Il ponte crollò nel 1931 e venne ricostruito nel 1935 con una nuova campata nella speranza che resistesse alle piene del fiume; tuttavia crollò ancora nel 1958, e venne ricostruito. Nel 1977 comparvero delle lesioni nell'arco centrale, poi il 22 luglio 1980 (o il 20 luglio, secondo un'altra fonte) crollò definitivamente.

## Stato attuale
Dal 1980 rimangono visibili solo le due spalle del ponte, sulle sponde del fiume, e la strada lastricata che lo raggiungeva. Si trova all'interno della riserva naturale integrale Monte Conca.